# M26 Pershing
Az M26 Pershing a második világháború végén hadrendbe állított amerikai közepes/nehéz harckocsi volt. A típus kifejlesztését eredetileg az Észak-Afrikában 1943 elején megjelenő német Tiger I harckocsik ihlették meg. Szemben az M4 Sherman harckocsikkal, ezt a harcjárművet kifejezetten az ellenséges harckocsik elleni harcra tervezték. A típust propaganda okokból jelölték nehéz harckocsiként, de 1946-ban átminősítették közepes harckocsivá. A John Pershing tábornokról elnevezett tankot a koreai háborúban is bevetették. Új konstrukcióként az M26 vált a hidegháborús Patton harckocsicsalád előfutárává.

## A fejlesztés története

### Háttér
Az amerikaiak tanulmányozták a német 1940-es Blitzkrieg sikereit, és arra jutottak, hogy a tank támadófegyver, aminek 75 mm-es ágyúval kell rendelkeznie, mint a Panzer IV-nek. Az előretörő ellenséges páncélosékek elleni harcra a saját mobil páncélvadász erőiket és a légierőt szánták. A saját tankjaiknak nem volt elsődleges feladata az ellenséges harckocsik elleni harc, ami nem jelentette ugyanakkor azt is, hogy alkalmatlannak tartották őket erre. A páncélos hadosztályokat mint „lovasságot”, manőverezésre szánták. Az ellenséges védelmi vonalak áttörése a hadtestnek, ill. a hadseregnek alárendelt önálló harckocsi-zászlóaljakkal megerősített gyalogos hadosztályok feladata volt. A tengeri szállítás követelményeit még 1940-ben határozták meg, ezért a hadszínterekre kerülő tankok maximális mérete és tömege, mechanikai bonyolultsága limitált volt. Az egységesítő törekvések is gátolták az új típusok bevezetését.
A doktrína alapjaiban 1944 nyaráig nem is változott, amikor az amerikai páncélos- és páncélvadász-erők először kerültek szembe tömegesen a náluk minőségileg lényegesen jobb és nehezebb Panther harckocsikkal. Eddig a pontig elégedettek voltak az M4 Sherman tankkal. Ugyanakkor túl is becsülték a saját harckocsi-elhárító fegyvereik hatékonyságát, beleértve a specializált M10 tank destroyer-t is.

### T20-tól a T26-ig
1942-től lassan ugyan, de fejlesztettek innovatív, alternatív típusokat is. A Sherman tankot elsősorban a páncélos hadosztályok állományába tervezték, a gyalogság azonban igényelt egy erősebb tankot is. Az M6 nehézharckocsi műszakilag túl bizonytalan lábakon állt. Az angol gyalogsági harckocsik mintájára fejlesztették ki a vastagabb páncélzatú T14 rohamharckocsit, ami azonban nem került sorozatgyártásra. Végül elvetették a külön gyalogsági típus fejlesztését és egységesítették a követelményeket. Az új típusnak egyszerre kellett alkalmasnak lennie a gyalogság támogatására és manőverezésre. A kísérleti T20 modell 1942-ben jelent meg, már torziós rugózású felfüggesztéssel is, amit nem sokkal ezután a T22 és T23 követett. Az új tankok szemben az M4-gyel már hátulsó lánckerék-meghajtásúak voltak, így nem volt szükséges a meghajtótengelyt átvezetni a küzdőtér alatt, ami megnövelhette volna a magasságot és a tömeget, lehetővé téve a vastagabb páncélzatot.
A T23-ast 1943 áprilisában mutatták be a hadsereg képviselőinek. A kiforratlan típusra azonban annak ellenére nem tekintették váltótípusként, hogy az amerikai harckocsizók nagy veszteségeket szenvedtek Észak-Afrikában, amit elsősorban a tapasztalatlanságnak tulajdonítottak. A Tiger I harckocsik megjelenése azonban a tank paramétereinek újragondolására késztette a tervezőket. Májustól két új típus fejlesztését kezdték meg. Az egyik a T25, a másik a vastagabb páncélzatú T26 volt. Mindkettőt 90 mm-es ágyúval szerelték. Közben közeledett a Nyugati Front megnyitása is, az új harckocsik rendszeresítése azonban nem kapott zöld utat. 1944 elejétől már sorozatban gyártották a javított, 76 mm-es hosszabb csövű ágyúval szerelt Sherman tankokat, és készültek az új, 90 mm-es ágyúval felszerelt páncélvadászok gyártására is.
Úgy tűnt tehát, hogy nincs szükség az új, nehezebb típusokra, amelyek amúgy nem is feleltek meg a tengeri szállítás követelményeinek. A Mediterrán Front tapasztalatai nem tűntek relevánsnak, mivel nagyon ritkán folyt ezeken a területeken mobil háború, és nem is kerültek szembe tömegesen német nehézharckocsikkal a szövetségesek. A hírszerzés orosz forrásból tudott ugyan a Panther harckocsik létezéséről. Arra azonban úgy tekintettek, mint egy új nehéz típusra, amit a Tigrisekhez hasonlóan önálló zászlóaljakba szerveznek, és amit az utóbbihoz képest könnyebb is megsemmisíteni.
A programnak végső lökést végül a normandiai tapasztalatok adtak. A Sherman tank nem tudta szemtől szembe felvenni a harcot a Tiger, valamint német páncélos hadosztályok felét alkotó Panther harckocsikkal, amelyeket a németek aktívan használtak szétszórva védelemben is. Az M10 páncélvadász 3 inches (76 mm) lövege sem teljesített sokkal jobban. Egyszerre megszaporodtak azok a hangok, amelyek egy kompetensebb harckocsi rendszeresítését igényelték (hogy aztán a franciaországi győzelmet követően ismét halkulni kezdjenek). 1944 júniusáig a T25 és a T26 modellből 10-10 darab készült. Gyártásra a nehezebb T26-ost választották ki, ami utólag vitatható döntésnek bizonyult, hiszen annak erőátvitelét és motorját a könnyebb T25 típushoz tervezték. Ez később megbízhatósági és alulmotorozottsági problémákhoz vezetett. A műszaki gondok miatt komolyan felmerült augusztusban, hogy az elkészült T26 tornyokat az M4A3E8 Sherman tankokra szerelik fel. A sorozatgyártás elhúzódó, 1944. novemberi indítása miatt a módosított, T26E3 jelű tankok csak a következő év februárjában kerültek a csapatokhoz, így még részt vehettek a Nyugati front harcainak legvégső szakaszában. Az első tankok 1945 januárjában Antwerpen kikötőjébe érkeztek, ahol nagy teherbírású darukra volt szükség a behajózásukhoz. A T26E3-at 1945 júniusában, mint M26 Pershinget rendszeresítették. Eddig az időpontig 1436 db-t gyártottak le.
Az Ardenneki offenzíva megállítása eközben súlyos veszteségekkel járt a páncélos csapatok számára. A saját tankok gyengesége a hazai közvélemény tudomására is eljutott. Kitört az un. tankbotrány.

## Felépítése

### Tűzerő
Az M26-ot ugyanazzal a 90 mm-es, 52 űrmérethosszú, M3 jelű löveggel szerelték, mint az 1944 októbere óta rendszerben álló M36 páncélvadászt. A korabeli Amerikai Hadsereg fegyvertárában ez volt az egyetlen eszköz, ami a normál, teljes űrméretű lőszert használva is átüthette a Tigris, vagy a Párduc harckocsik elülső páncélzatát. Változattól függően a robbanó harci résszel ellátott M82-es APCBC lőszert használó löveg tűzereje körülbelül megegyezett aTigris 88 mm-es, L/56-os csőhosszúságú, ill. a Párduc 75 mm-es, L/70-es csőhosszúságú lövegének tűzerejével, ellenben jóval elmaradt a Tiger II nehézharckocsi 88 mm-es, L/71 csőhosszúságú lövegétől.
A 90 mm-es lövegnek azonban időnként még így is nehézségei akadtak a német nehézharckocsik és újabb önjáró lövegek leküzdésével. Ezt szándékozta orvosolni a Zebra Küldetés harckocsijaival együtt tesztelésre küldött új, T33 jelű, robbanó harci rész nélküli, javított páncéltörő lőszer, ami legfeljebb 1000 méter távolságból is átüthette a Panther harckocsi legerősebb pontját, a vastag és erősen döntött homlokpáncélzatot. A T33 és a szintén új M304 HVAP wolfrámmagvas lőszerekkel az M26 már megközelítette a Királytigris harckocsi tűzerejét. A 90 mm-es löveg pontos is volt, egy tapasztalt irányzó képes volt 600 jardról ellőni egy célnak használt német rohamsisakot. A Pershing 1945-ben még nem rendelkezett lövegstabilizátorral, azt később rendszeresítették hozzá. Az irányzó legfeljebb hatszoros optikai nagyítású M71C teleszkópot használhatott. Az M26 elektromos toronyforgató-berendezése segítségével 15 másodperc alatt forgatta körbe teljesen a lövegtornyát, ami ugyanolyan gyors volt, mint a Sherman tankoké.

### Védettség
Az M26 páncélzatát elsősorban a Tiger I harckocsi lövegének teljesítménye határozta meg. Védettség szempontjából legközelebb a német Panther harckocsi állt hozzá. A típus páncélvédettsége a szinte teljes egészében öntött acélból készült harckocsitest elejére koncentrálódott. A 102 mm-es, öntött acélból készült 46 fokban döntött homlokpáncélzat 7,5 cm-es APCBC lövedék ellen 185 mm függőleges páncélzatnak felelt meg, oldalszög nélkül. A védelmet azonban némileg rontotta a homlokpáncél öntvény felső-középső része, ami mindössze 20 fokban volt megdöntve. A lövegtornyot legfeljebb 114 mm vastag, hajlított formájú, elvékonyodó lövegpajzs védte, ami 0/30 fokban 110/140 mm effektív függőleges védelmű volt. Általánosságban a típus homlokpáncélzata megfelelő védelmet biztosított a 75 mm-es és az L/56 csőhosszúságú 88 mm-es lövegek ellen. Azonban az L/71 csőhosszúságú 88 mm-es ágyúk oldalszögtől függően 100-2000 méter távolság alatt már átüthették. A torony legfeljebb a 43/46/48 űrmérethosszú 75 mm-es lövegek ellen nyújtott védelmet. Ez jellemző volt a kor más harckocsijaira is, hogy a homlokpáncél védelme lényegesen meghaladta a toronyét. Az M26-ot ellátták az ún. nedves üzemanyag-tároló rendszerrel (wet storage).

### Mozgékonyság
Az M26 papíron ugyanolyan gyors volt, mint a M4 Sherman legjobb A3E8 jelű változata. Gyakorlatban azonban, mivel lényegében ugyanazzal a motorral volt felszerelve, mint a közel 10 tonnával könnyebb közepes harckocsi, és kettővel kevesebb előre sebességi fokozattal is rendelkezett, a gyorsulóképessége elmaradt a közepes harckocsiétól. A típus alacsony és széles felépítése ugyan jobb túlélési esélyeket nyújtott a harcban, de keskeny utakon egyenesen hátránynak bizonyult. A nagyobb tömeg a legnagyobb teherbírású hidakra korlátozta a mozgékonyságát.
Az M26 örökölte az M4 Sherman egyik jelentős gyengeségét, a nagy átmérőjű fordulókört (9,13 méter), vagyis nem volt képes helyben megfordulni.

## Harctéri alkalmazása

### Németország
Az európai harcok végére 200 T26 került a csapatokhoz, de komolyabb harcot csak a Zebra Küldetés keretében Európába küldött 20 db harckocsi látott. A tankok fele-fele arányban a 3. és a 9. Páncélos Hadosztályhoz kerültek, 1945 februárjában. Különösen az előző hadosztály vett részt heves harcokban a Ruhr-vidék körülzárása során, ahol szembekerültek a német nehézharckocsikkal is. Fontos megjegyezni, hogy a német páncélos erők állapota ekkorra már erősen zilált, a személyzetek képzettsége, tapasztalati szintje nagyon ingadozó volt. A 3. Páncélos Hadosztály T26-os tankjainak harctéri karrierje nem indult szerencsésen. 1945. február 26-ról 27-re virradó éjszaka Elsdorf közelében beépített területen egy Tiger I 90 méterről háromszor eltalálta az egyik tankot. Az egyik lövedék átütötte a lövegpajzsot, kilőve ezzel a járművet. A T26-os nem égett ki, így ki tudták javítani. A visszavágás nem váratott sokáig magára. Másnap az egyik Pershing kilőtt egy Tigrist, és az azt kísérő két Panzer IV-et.

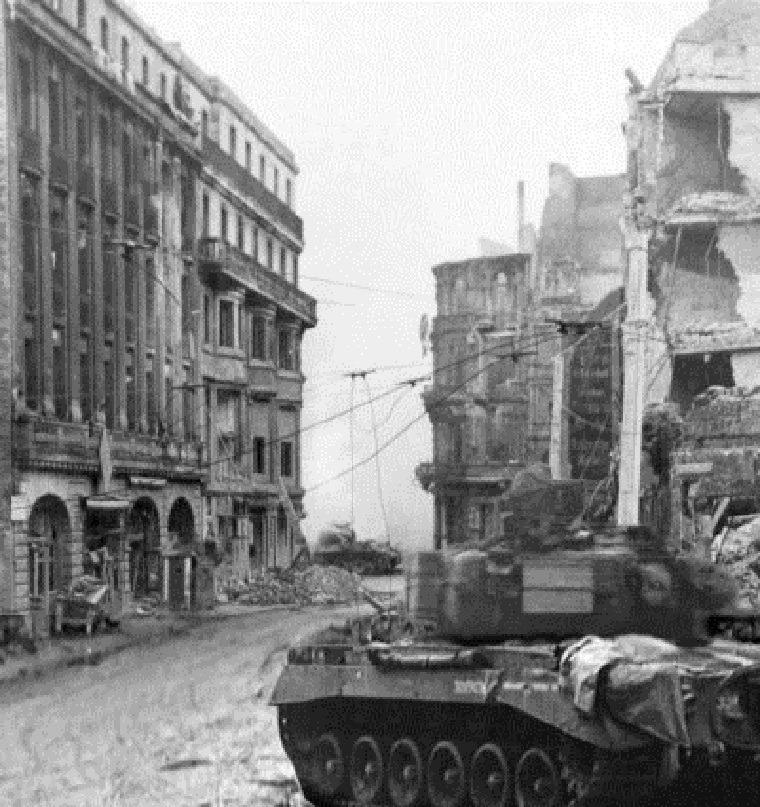
M26 és a vele szemben álló Párduc harckocsi Köln utcáin

Az alakulat egy másik tankja március 6-án egy drámai párbajban győzött egy Panther harckocsival szemben a Kölni dóm előtt. Az esetről filmfelvétel is készült. A mozgásban lévő amerikai harckocsinak sikerült három találatot elérnie a Pantheren, ami pár perccel korábban kilőtte az egyik Shermant. Ugyanezen a napon a Pershingek megsemmisítettek még egy Tigert és Panzer IV-et.
Végleges veszteséglistára az a jármű került, amelyet a németországi Niehl közelében egy Nashorn páncélvadász lőtt ki ugyanezen a napon, 250 méter távolságból. A 88 mm-es lövedék átütötte az orrlemezt. Végül nem javították ki, hanem alkatrész-lelőhelyként szolgált a többi harckocsi részére. Egy másik járművet a német tábori tüzérség tett harcképtelenné, de ezt sikerült is kijavítani. Mindkét Pershing a 3. Páncélos Hadosztály állományába tartozott.
A Pershing leghíresebb csatája a remageni Ludendorff vasúti híd elfoglalása volt 1945. március 7-én. A 9. Páncéloshadosztály "B" harccsoportjának (CCB) kötelékében 4 ilyen tank volt, amely tűztámogatást adott a mindenki meglepetésére még álló hidat megrohanó 27. Páncélos Lövész Zászlóaljnak. Az új harckocsikkal szerzett tapasztalatok azonban vegyesek voltak. Hajlamosak voltak megrongálni a pontonhidakat, a keskeny utakon a szélességük miatt nehezebben boldogultak, ezért gyakran alternatív felvonulási útvonalakat kellett keresniük. A 9. Páncélos Hadosztály Pershingjeit végül csak a megrongált híd elfoglalása után egy héttel tudták átszállítani a Rajnán. A 14. Harckocsi Zászlóalj – ráunva az új tankokkal járó extra papírmunkára – a híd elfoglalása után el is cserélte őket a hadosztályon belül pár M4A3E8 Shermanért.

## Főbb változatok, prototípusok

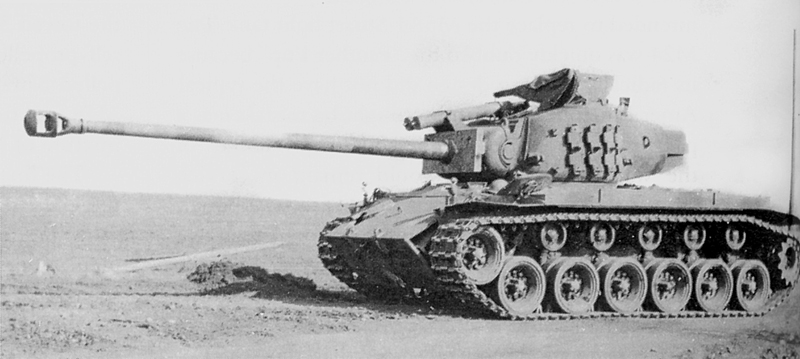
T26E1 "Super Pershing"

T26E1: Az 1944 júniusáig elkészült 10 darab prototípust jelölték így. Később 10 másik tankkal együtt őket is behajózták Európába a Zebra Küldetés keretein belül.
T26E2: Közeltámogató változat. Az ágyú helyett egy 105 mm-es tarackkal szerelték. A toronypáncélzat maximális vastagsága 200 mm lett. Harcban nem vett részt. M45 típusjelzéssel rendszeresítették a háború után. A hadsereg azonban elégedett volt az M4A3E8 ugyanezzel a fegyverzettel ellátott változatával, így a legyártott példányokat végül átépítették M46 Patton harckocsivá.
T26E3: Alaptípus. 2212 készült összesen. Kísérleti jelleggel felszerelték a torony két oldalán elhelyezett T99 rakétaindítóval is, amelyből összesen 44 darab 114 mm-es tüzérségi rakétát lehetett indítani.
T26E4: Hosszabb csövű, 73 kaliberhosszú ágyúval készült. 1945 márciusában 25 darabot gyártottak le belőle. A több lőporral készült, extra hosszú, 127 cm-es lőszerek miatt át kellett térni az osztott lőszerre, ugyanis a torony belső tere nem változott. Egy módosított, korábbi T26E1 prototípus a hosszabb löveggel a 3. Páncéloshoz került. A "Super Pershing" egy nem azonosított német harcjárművet semmisített meg 1500 méter távolságból. Hogy képes legyen ellenállni a Tiger II lövegének, ezt a példányt egy zsákmányolt Párducból kivágott páncéllemezekkel erősítették meg.
T26E5: 279 mm-es maximális torony és 152 mm-es homlokpáncélzattal készült. A jármű erősen túlterheltnek bizonyult. Csak 24 darab készült.
M26E1: Prototípus egy hosszabb csövű T54 löveggel.
T92: Az M26 alvázán kialakított önjáró, 240 mm-es tarack. Öt példány készült. Három percenként egy lövést lehetett vele leadni. Japán tervezett inváziójánál akarták bevetni.
T93: Szintén önjáró tüzérségi eszköz, de a löveg a 8 hüvelykes M1 messzehordó ágyú. Egy példány épült.